# Constance Gay
Constance Gay (20 de febrer de 1992) és una actriu francesa coneguda principalment per interpretar un dels papers protagonistes a la sèrie de televisió belga Unité 42. També va participar en la sèrie Engrenages.

## Biografia
Nascuda a la regió de París, Constance Gay va estudiar als instituts La Bruyère i Blanche de Castille. Es va incorporar a una escola de negocis per dedicar-se finalment al periodisme a la premsa escrita i la ràdio.
Apassionada dels textos i de la música clàssica, va superar el concurs de la Classe Libre du Cours Florent l'any 2014 i es va incorporar a la XXXV promoció sota la direcció de Jean-Pierre Garnier.
Va començar la seva carrera amb el paper principal a la sèrie Unité 42, emesa per RTBF i France 2, en la qual interpreta a Billie Vebber, una jove hacker que s'infiltra en una unitat de cibercrim. Actua regularment al teatre.

## Filmografia

### Televisió
- 2014: Engrenages
- 2017-2019: Unité 42: agent de policia Billie Webber[1]
- 2018: Les ombres de Lisieux de Nicolas Guicheteau: Doctora Laëtitia Green
- 2020: Grand Hôtel de Yann Samuell et Jérémy Minui : Sonia
- 2021: Face à face de July Hygreck et Julien Zidi : Comandant de policia Vanessa Tancelin

### Curtmetratges
- Demi-Sang de Laetitia Mikles i Pierre Primetens[2]
- Qu'est ce qu'on attend ?
- Loop
- Retcon
- 2015: Summer Wine in Time

### Cinema
- 2018 : Vous êtes jeunes, vous êtes beaux de Franchin Don
- 2019 : Chamboultout d'Éric Lavaine
- 2019 : <i>La Belle Époque</i> de Nicolas Bedos
- 2023 : Vaincre ou mourir de Paul Mignot iVincent Mottez

## Teatre
- 2014 : La chair des sentiments
- 2014 : Festin (Compagnie Les Epis Noirs)
- 2016 : Rien ne pouvait nous arriver, escenografia de Sébastien Pouderoux de la Comédie Française
- 2016 : Le petit théâtre de Treplev, Mis en scène par Jean-Pierre Garnier
- 2018 : J'avais un pays autrefois, escenografia de Jean-Christophe Blondel del Théâtre de l'Étoile du Nord